# Gastronomski turizem
Gastronomski turizem pomeni obisk destinacije, katere glavni namen je zadovoljiti osebni interes za avtohtono (etnično) nacionalno ali regionalno gastronomijo. Sem spadajo uživanje v hrani in pijači, učenje priprave obrokov, nakup izdelkov, povezanih z živili, in obiskovanje kuharskih tečajev. 
Gastronomski turizem je vrsta kulturnega turizma, saj kuhinje in recepti proizvajajo lokalne kulture, načini priprave hrane pa spadajo pod nesnovno kulturno dediščino. 
Gastronomski turizem je selektivni oblik turizma, ki je prispeval v destinacijo vsaj delno motivirano zanimanje za hrano.
Od svojega nastanitvenega kulinaričnega turizma je bil izpeljan eksponentno vsako leto, merjeno s številnimi kazalci. Število potrošnikov je zainteresiranih za to obliko turizma, da je povečala število televizijskih emisij in kulinarskih potovanj. 
Povečano povpraševanje po gastronomskem turizmu je posledica znatnega dela vse večje javnosti s pomočjo specializiranih TV oddaj, specializiranih revij, radijskih oddaj, kulinaričnih blogov in spletnih strani ter gostovanja gastronomskih dogodkov. 
Gastronomski dogodki kot vrsta marketinških dejavnosti s promocijo avtohtonih izdelkov prispevajo k večjemu številu obiskovalcev, podaljšujejo turistično sezono in promovirajo določeno destinacijo na turističnem trgu. Prednost takšnih manifestacij je ravno komunikacija iz oči v oči.
Številni akterji v turizmu (hoteli, restavracije, lokalna skupnost) so gastronomijo razumeli kot gonilio turističnega gibanja na eni strani oz. Spodbujanja lokalnega, regionalnega in nacionalnega gospodarskega razvoja sa druge strani.
Hrana postaja ena izmed najbolj dinamičnih in najbolj kreativnih segmentov turizma, kar dokazuje tudi Poročilo Združenih narodov o globalnem gastro turizmu, njega je objavil UNWTO leta 2012. 
Tipični proizvodi, predvsem lokalna hrana in vino, so dobili ustrezno funkcijo, da označijo turistično ponudbo države ali njenega dela kot turistične destinacije in v mnogih primerih so glavna atrakcija na ozemlju. 
Gastronomski turizem zagotavlja pristno doživetje v prefinjenem slogu in prijetnem okolju, ki je pogosto povezano z gospodarskim počutjem, hkrati pa uživa ekskluzivne, visoko kakovostne lokalne pridelane izdelke
Hall in Mitchell sta izvedli tipologijo gastro turistov na naslednji način (Hall, Mitchell, 2005):  
·      Gurmanski turisti - obisk dragih in visokih restavracij ali vinarjev;
·       Gastronomski / kulinarični turisti - se zanimajo tudi za kulturo in prostor, v       katerem se proizvajata hrana in vino, ter prehrana,
·      Hrana turisti – njih zanimajo posebne kuhinje sveta ali regije. 
·      Gastro turisti - želijo poskusiti lokalno kuhinjo, ki je značilna za državo ali regijo, v nasprotju z množičnimi turisti, ki pogosto iščejo hrano in v tujini, ki jo sicer porabijo doma.